# Ватари (посёлок)
Ватари (яп. 亘理町 Ватари-тё:) — посёлок в Японии, находящийся в уезде Ватари префектуры Мияги. Площадь посёлка составляет 73,21 км², население — 34 068 человек (31 июля 2014), плотность населения — 465,35 чел./км².

## Географическое положение
Посёлок расположен на острове Хонсю в префектуре Мияги региона Тохоку. С ним граничат города Иванума, Какуда и посёлки Ямамото, Сибата.

## Население
Население посёлка составляет 34 068 человек (31 июля 2014), а плотность — 465,35 чел./км². Изменение численности населения с 1980 по 2005 годы:
| 1980 | 27 822 чел. |  |
| 1985 | 29 263 чел. |  |
| 1990 | 30 301 чел. |  |
| 1995 | 33 034 чел. |  |
| 2000 | 34 770 чел. |  |
| 2005 | 35 132 чел. |  |

## Символика
Деревом посёлка считается Pinus thunbergii, цветком — камелия сасанква.